# Xã Hill, Quận Knox, Nebraska
Xã Hill (tiếng Anh: Hill Township) là một xã thuộc quận Knox, tiểu bang Nebraska, Hoa Kỳ. Năm 2010, dân số của xã này là 671 người.